# Diego Reyes Sandoval
Diego Antonio Reyes Sandoval, kurz Diego Reyes (* 11. Januar 1990 in Tocoa, Honduras), ist ein honduranischer Fußballspieler. Der Spieler der honduranischen Nationalmannschaft steht bei Real Sociedad Tocoa in seinem Heimatland unter Vertrag.

## Karriere
Der Stürmer begann seine sportliche Laufbahn bei Real Sociedad Tocoa. In seiner ersten Saison als Profi erzielte er vier Tore. 2013 wurde er in die Nationalmannschaft berufen, wo er am 2. Juni 2013 gegen Israel debütierte.